# F4 (banda)
F4 fue una banda musical taiwanesa. Estaba integrada por Jerry Yan, Vanness Wu, Ken Chu, y Vic Chou. También han alcanzado popularidad en otras partes de Asia, como Hong Kong, Singapur, Malasia, Tailandia, Indonesia, Japón, Corea del Sur y en Filipinas.

## Discografía

### 流星雨 (Meteor Rain) (noviembre de 2001)
1. 流星雨 - (liu xing yu / Meteor Rain) - F4
2. 我是真的真的很愛你 - (wo shi zhen de zhen de ai ni / I Truly Love You) - Jerry
3. Here We Are - Ken
4. 誰讓你流淚 (shei rang ni liu lei / Who Made You Cry?) - Vanness
5. 為你執著 - (wei ni zhi zhuo / Persistence For You) - Vic
6. 第一時間 - (di yi shi jian / First Time) - F4
7. 要定你 - (yao ding ni / Setting On You) - Jerry
8. 你不愛我愛誰？ (ni bu ai wo ai shei - Who Do You Love If Not Me?) - Vanness
9. 愛不會一直等你 - (ai bu hui yi zhi deng ni / Love Will Not Wait For You) - Ken
10. 最特別的存在 - (zui te bie de cun zai / The Most Special Existence) - Vic

### Fantasy 4ever(enero de 2003)
1. 絕不能失去你 (jue bu neng shi qu ni / Can't Lose You) - F4
2. 煙火的季節 (yan huo de ji jue / Season of Fireworks) - F4
3. 愛的領域 (ai de ling yu / Love's Terrain) - F4
4. 一個人的冬季 (yi ge ren de dong ji / Lonely Winter) - Vic
5. 晴天 - (qing tian / One Fine Day) - Ken
6. 當你是朋友 (dang ni shi peng you / You As A Friend) - Vanness and Ken
7. Te Amo我愛你 - (Te Amo/wo ai ni/I Love You) - F4
8. 只有我 - (zhi you wo / Only I) - Jerry
9. 心理測驗 (xin li ce yan - Psychological Test) - Vanness
10. 怎麽會是你 - (zen me hui shi ni / How Is It You) - Vic
11. Ask For More - F4
12. Can't Help Falling in Love - F4

### Waiting for you 在這裡等你(28 de diciembre de 2007)
1. 體驗 (ti yan / Experience) - F4
2. 在這裡等你 (zai zhe li deng ni / Waiting For You) - F4
3. 你是我唯一的執著 (ni shi wo wei yi de zhi zhuo / You Are My Only Persistence) - Jerry
4. Listen To Your Heart - Vanness
5. 殘念 (can nian) - Vic
6. 愛不停止 (ai bu ting zhi / Love Nonstop) - Ken
7. 七天 (qi tian / seven days) - Sung by Vanness
8. 白 (bai / White) - Vic
9. 無所謂 (wu suo wei / Doesn't Matter) - Ken
10. 我沒有辦法離開你 (wo mei you ban fa li kai ni / I Have No Way To Leave You) - Jerry